# Rue Cora-Vaucaire
La rue Cora-Vaucaire est une voie du 18e arrondissement de Paris, en France.

## Situation et accès
La rue Cora-Vaucaire est une voie publique située dans le 18e arrondissement de Paris. Elle débute au 5, rue Henri-Brisson et se termine au 6, rue Arthur-Ranc.

## Origine du nom
Elle porte le nom de la chanteuse et interprète Cora Vaucaire (1918-2011).

## Historique
La voie est créée, en tant que voie privée par Paris Habitat, dans le cadre de l'aménagement de l'îlot Huchard sous le nom provisoire de « voie AV/18 » et prend sa dénomination actuelle par arrêté municipal en mars 2017, lors de l'acquisition de la voie par la ville de Paris.